# Wieża artyleryjska

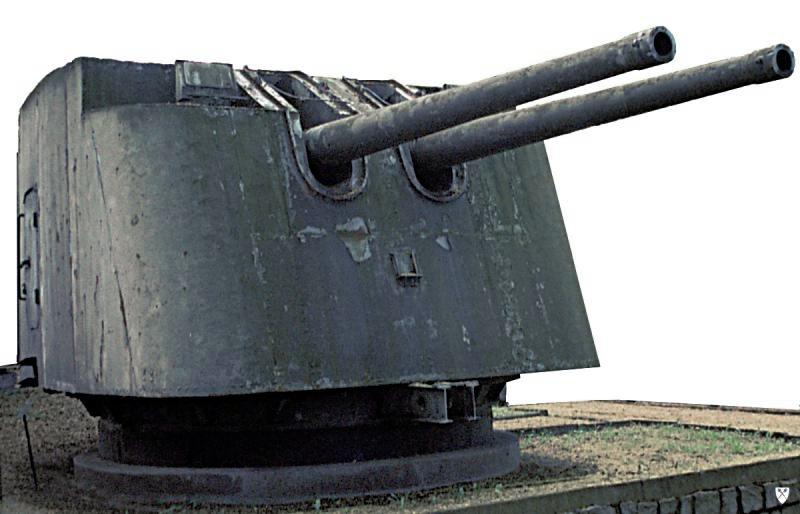
Wieża B-2LM dział 130 mm/50 artylerii głównej ORP "Wicher" (II) w Muzeum MW w Gdyni

Wieża artyleryjska – element konstrukcji okrętów wojennych, służący do obrotowego mocowania dział oraz ochrony ich mechanizmów i obsługi przed ogniem nieprzyjaciela lub wpływami atmosferycznymi. Przez zamocowanie obrotowe w wieży działa uzyskują duży kąt ostrzału w poziomie. W celu ochrony dział i obsługi przed ogniem nieprzyjaciela, wieże stosowane w historycznych klasach okrętów artyleryjskich (głównie pancerniki i krążowniki) były opancerzone. 
Grubość pancerza wieży była uzależniona od klasy okrętu i szansy trafienia pociskiem w określone miejsce wieży (najgrubszy jest pancerz czołowy, potem w kolejności ściany boczne, ściana tylna i płyta górna). Po I wojnie światowej zaczęto stosować wieże także na okrętach lżejszych klas, a co za tym idzie, pojawiły się także wieże nieopancerzone, których zadaniem była jedynie ochrona mechanizmów i obsługi działa przed wpływami atmosferycznymi i odłamkami.

Przekrój wieży artylerii głównej pancernika:
1. Opancerzona skorupa wieży; 2. Łoże działa; 3. Podłoga wieży; 4. Podpora działa; 5. Winda pocisków; 6. Podłoga dolnej części wieży; 7. Łożysko wieży; 8. Barbeta; 9. Podstawa wieży; 10. Maszynownia; 11. Komory amunicyjne; 12. Poziom załadunku pocisków; 13. Poziom załadunku ładunków prochowych; 14. Winda ładunków prochowych; 15. Dosyłacze; 16. Ruchomy wewnętrzny korpus wieży; 17. Pierścień dosyłania pocisków; 18. Podest załadunkowy.

Przed pojawieniem się wież, działa na okrętach montowano zwykle skierowane na burty w bateriach burtowych lub w kazamatach, stosowano też nieosłonięte działa obrotowe na pokładzie. Pierwsze projekty okrętów uzbrojonych w obrotowe działa autorstwa Cowpera Colesa powstały pod koniec lat 50. XIX wieku, a w 1859 zaprojektował on okręt uzbrojony w dziesięć opancerzonych wież.
Pierwszym okrętem z obrotową, opancerzoną wieżą była brytyjska bateria pływająca HMS "Trusty" z 1861, natomiast pierwszym użytym bojowo okrętem z wieżą pancerną był USS Monitor konstrukcji Johna Ericssona (1862). Wczesne wieże artyleryjskie nie były jednak zbyt udane; miały one formę obrotowego walca, w środku którego zamontowane były działa oraz znajdowała się ich obsługa i część amunicji. Lufy dział wystawały przez strzelnice (ambrazury) w ścianie frontowej wieży. Początkowo w wieżach stosowane były armaty odprzodowe, które musiały być wycofywane do wewnątrz w celu załadowania, dopiero później wyparły je działa odtylcowe. 
Wieże artyleryjskie były początkowo montowane jedynie na najsilniejszych klasach okrętów - pancernikach i krążownikach pancernych. Mocowano w nich po jednym lub dwa działa dużego kalibru. Konstruowanie odpowiednio opancerzonych obrotowych wież, które musiały nieść ciężar całej montowanej w nich artylerii, pancerza i czasami amunicji, wiązało się z koniecznością pokonywania problemów technicznych, zwłaszcza wobec rosnących mas dział. Dlatego od lat 80. XIX wieku wieże ciężkich dział zaczęły być wypierane przez wynalezione we Francji barbety - nieruchome silnie opancerzone niskie cylindryczne osłony, nad którymi wystawały początkowo nieosłonięte lufy dział. W toku rozwoju, lufy dział były osłaniane i to, co obecnie jest uznawane za ciężką wieżę artyleryjską, jest po prostu opancerzoną zamkniętą osłoną dział i obsługi, nadbudowaną na barbecie.
Ostatecznie wykształcona wieża na ciężkich okrętach stanowiła odtąd obrotową pancerną osłonę, przykrywającą od góry barbetę i osadzoną na niej na łożysku. W barbecie mocowane były mechanizmy dział, a pod nią, w głębi kadłuba okrętu znajdowały się dalsze mechanizmy, podajniki amunicji itp. Wieże takie często wyposażone były we własne przyrządy do kierowania ogniem (m.in. dalmierze), lecz przede wszystkim ich ogień był centralnie kierowany z głównego stanowiska dowodzenia artylerią okrętu. Takie wieże stosowano głównie w pancernikach, począwszy od przeddrednotów oraz w budowanych po I wojnie światowej krążownikach. Pancerniki okresu I wojny światowej posiadały od 4 do 6 wież dział głównego kalibru, w których mocowano po 2 lub 3 działa. Pancerniki okresu II wojny światowej posiadały zwykle 3 lub 4 wieże, liczba dział w wieży sięgnęła we francuskim typie "Richelieu" i brytyjskim "King George V" czterech dział (masa czterodziałowej wieży pancernika "Richelieu" wynosiła aż 2400 ton). Aktualnie okręty artyleryjskie wyposażone w artylerię w takich wieżach są już wycofane z marynarek wojennych świata wraz ze zmniejszeniem roli artylerii na morzu.
Wieże na okrętach były dla ułatwienia dowodzenia numerowane lub oznaczane literami. Niemcy oznaczali wieże głównego kalibru, zaczynając od dziobu, literami A, B, C, D i dalszymi, stosowali też ich nazwy własne, przede wszystkim Anton, Bruno, Caesar, Dora, będące rozwinięciem kolejnych liter. Dość szeroko rozpowszechniony, także w polskim piśmiennictwie, jest system brytyjski, zgodnie z którym wieże dziobowe oznaczane były (od dziobu) A, B, C, a rufowe X, Y, Z. Wieże na śródokręciu oznaczano w tym systemie P, Q, R (wieża Q była w osi symetrii okrętu).

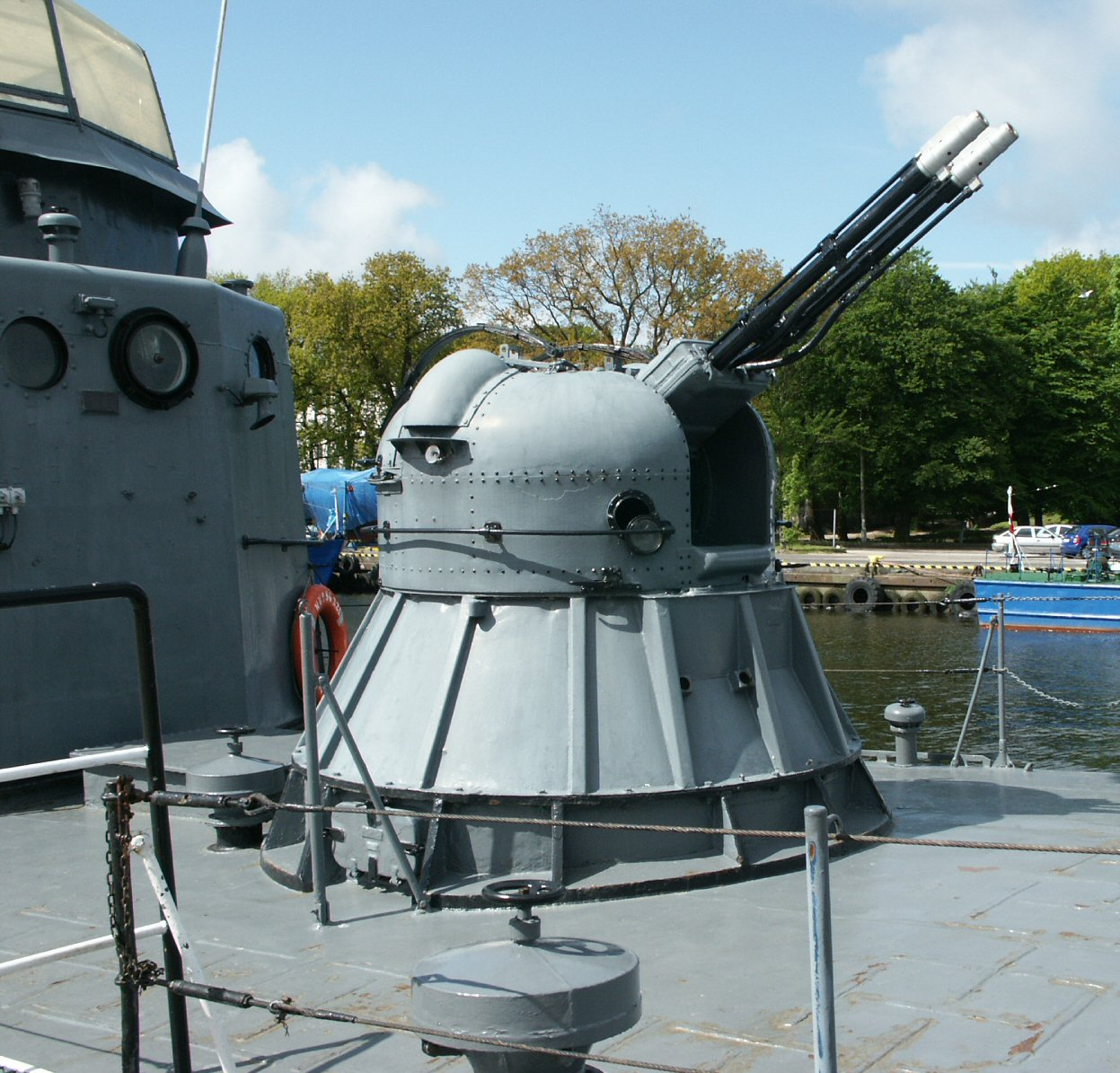
Zdalnie sterowana wieża działek przeciwlotniczych AK-230 na ORP "Fala"

Drugim typem współczesnych wież artyleryjskich były lekkie wieże dla dział średniego kalibru (127 - 130 mm) montowane począwszy od lat 30. XX wieku na niektórych typach niszczycieli (najpierw na japońskich) oraz na cięższych okrętach dla uzbrojenia pomocniczego. Wieże takie były nieopancerzone lub lekko opancerzone, a ich mechanizmy były montowane w całości w wieży (nie posiadały one barbet). Wieże takiej konstrukcji są wciąż stosowane na okrętach, czasami wykonane z tworzyw sztucznych, a ich głównym przeznaczeniem jest ochrona mechanizmów działa przed wpływami atmosferycznymi. Niektóre ze współczesnych wież są w całości zautomatyzowane, nie posiadające obsługi wewnątrz (np. popularna armata uniwersalna OTO Melara 76 mm). 
Czasami potocznie wieżami artyleryjskimi lub półwieżami nazywane są także stanowiska dział chronione maskami pancernymi, stosowane m.in. na większości niszczycieli II wojny światowej (np. ORP "Błyskawica"), które jednakże w odróżnieniu od lekkich wież są otwarte od tyłu i obsługa dział musi przebywać częściowo na zewnątrz.
Zbliżone do wieży artyleryjskiej są wieże pancerne stosowane w fortyfikacjach oraz wieże czołgowe na pojazdach bojowych. Czasami wręcz wieże czołgowe były instalowane na okrętach rzecznych lub ciężkie wieże okrętowe stosowano jako elementy fortyfikacji, w roli wież pancernych.